# Plaza Grande (Trolebús de Quito)
Plaza Grande es la vigésimo segunda parada del Corredor Trolebús, en el centro de la ciudad de Quito, y que sirve únicamente a los recorridos que se realizan en sentido norte-sur. Se encuentra ubicada sobre la calle Guayaquil, intersección con Espejo, en la parroquia Centro histórico. Fue construida durante la administración del alcalde Jamil Mahuad Witt, quien la inauguró en el 17 de diciembre de 1995 dentro del marco de la primera etapa operativa del sistema, que funcionaba entre las paradas El Recreo y Teatro Sucre.
La estructura estuvo inicialmente ubicada en la Plaza Chica de las calles Guayaquil y Espejo, donde funcionó los primeros años, pero fue posteriormente reubicada en la plazuela de San Agustín, en las calles Guayaquil y Chile, con un diseño vidriado menos intrusivo con el entorno histórico de las edificaciones patrimoniales de la zona. El 25 de agosto de 2016 inició operaciones nuevamente en el lugar original, sobre la Plaza Chica.
Toma su nombre de la cercana Plaza Grande, histórico espacio urbano que constituye el corazón mismo de la ciudad y su identidad, a la que se puede acceder caminando unos pocos metros hacia el occidente. Su icono representativo es un sauce, una banca y el monumento a Federico Gonzáles Suárez.
La parada sirve al sector circundante, considerado patrimonio de la humanidad, y quizá por ello constituye una de las más importantes del sistema. A sus alrededores se levantan iglesias de interés turístico (Catedral Primada, El Sagrario, San Agustín, La Merced, La Compañía), palacios y mansiones históricas (Palacio Arzobispal, Palacio de Pizarro, Palacio de Carondelet, Casa de los Presidentes, Palacio del Círculo Militar, Palacio Municipal), hoteles cinco estrellas (Patio Andaluz, Plaza Grande, Colonial), además de locales comerciales, oficinas, agencias bancarias, museos y teatros (Centro Cultural Metropolitano, Museo de Arte Colonial, Museo Alberto Mena Caamaño, Teatro Bolívar).